# Palani álszajkó
A palani álszajkó (Trochalopteron fairbanki) a madarak osztályának verébalakúak (Passeriformes) rendjébe és a Leiothrichidae családjába tartozó faj.
Magyar neve forrással nincs megerősítve.

## Rendszerezése
A fajt William Thomas Blanford angol természettudós írta le 1869-ben. Sorolták a Garrulax nembe Garrulax fairbanki néven is. Egyes szervezetek a Montecincla nembe sorolják Montecincla fairbanki néven.

## Alfajai
- Trochalopteron fairbanki fairbanki Blanford, 1869
- Trochalopteron fairbanki meridionale Blanford, 1880[1]

## Előfordulása
India déli részén, a Nyugati-Ghátok hegységben honos. A természetes élőhelye szubtrópusi és trópusi magaslati cserjések, folyók és patakok környékén, valamint ültetvények és vidéki kertek. Állandó, nem vonuló faj.

## Megjelenése
Testhossza 20,5 centiméter.

## Életmódja
Rovarokkal, bogyókkal és gyümölcsökkel táplálkozik.

## Természetvédelmi helyzete
Az elterjedési területe nagyon kicsi és csökkenő, egyedszáma is csökken. A Természetvédelmi Világszövetség Vörös listáján mérsékelten fenyegetett fajként szerepel.